# Sergueï Chtchoukine
 (juillet 2025).
Pour les articles homonymes, voir Chtchoukine.
Sergueï Ivanovitch Chtchoukine (en russe : Сергей Иванович Щукин), né le 24 juin 1854 (6 juillet dans le calendrier grégorien) à Moscou et mort le 10 janvier 1936 à Paris, est un homme d’affaires russe et collectionneur d'art moderne.

## Biographie

### Premières années
Sergueï Chtchoukine, comme l'autre grand collectionneur russe d'art moderne Ivan Morozov, est issu d'une lignée de marchands vieux-croyants installée à Moscou.
Son père, Ivan Vassilievitch Chtchoukine, est le fondateur de la firme de négoce en textiles I.V. Chtchoukine et Fils, marié à Ekaterina Petrovna Botkine, provenant elle-aussi d'une grande famille de marchands de Moscou qui avait fait fortune dans le commerce du thé. Ivan Vassilievitch renonce discrètement à la Vieille Foi, il a dix enfants, dont trois autres fils collectionneurs :  
- Piotr (grand collectionneur d'antiquités russes et orientales fonde un musée portant son nom),
- Dimitri (collectionneur de petits maîtres hollandais, italiens ou français)
- Ivan (bibliophile, collectionneur de peintres impressionnistes français, puis de classiques espagnols, s'installe à Paris où il tient un salon fréquenté par l'émigration russe).

Sergueï  Chtchoukine est envoyé comme ses frères étudier l'industrie textile en Allemagne, à l'école de commerce de Gera en Thuringe. À son retour, il se révèle le plus doué des frères et prend la succession de son père à la mort de celui-ci en 1890, à la tête de « I. V. Chtchoukine & Fils ». Actionnaire de nombreuses manufactures, banques, compagnies d'assurance, il est surnommé le « ministre du Commerce » de Moscou.
Sergueï épouse en 1884 Lydia Grigorievna Koreneva, une des plus jolies femmes de Moscou, fille du président du comité directeur des Mines du Donbass. 
À l'occasion de la naissance de leur premier fils, Ivan, en 1886, le grand-père Ivan Vassilievtich Chtchoukine fait donation aux jeunes parents (Sergueï et Lydia) d'un palais moscovite situé à deux pas de la cathédrale du Christ-Sauveur, acquis de la veuve ruinée d'un des princes Troubetskoï, grande famille de la noblesse libérale.
Lydia Grigorievna donne encore naissance à deux autres fils, Grigori et Sergueï et, en 1890, à une fille, Ekaterina.
Consolidant sa position et sa fortune, devenu une figure du tout-Moscou, célèbre par les réceptions et les concerts que le couple donne en son palais, Chtchoukine se tourne assez tard vers la collection, domaine où ses frères l'ont largement précédé.

### Collectionneur
Sous l'influence de son jeune frère Ivan, installé à Paris où il tient un salon brillant où se presse toute l'émigration russe, Sergueï Chtchoukine se tourne vers les peintres français, principalement  impressionnistes et postimpressionnistes.
Il acquiert en 1898 son premier Monet : Les Rochers à Belle-Île, (il en possède 13), il achète à la même époque des œuvres de Moret, Forain, Degas, Toulouse-Lautrec, Maurice Denis, Pissarro, Renoir, Cottet, Simon, Puvis de Chavannes. Cette collection raffinée lui vaut vite un certain renom dans les milieux culturels et artistiques.
En 1903-1904 il commence à faire des choix plus hardis : Paul Cézanne (Mardi gras, le Fumeur de pipe accoudé, etc.), Vincent van Gogh, Paul Gauguin. Ces tableaux constituent la base de sa collection d'avant-garde.
Chtchoukine se passionne pour Henri Matisse, chef de file encensé et honni des fauves qui font sensation au Salon d'automne de 1905 ; ce dernier crée spécialement pour lui en 1909-1910 deux panneaux décoratifs pour l'escalier de son palais : La Danse et La Musique. Il lui achète encore Les Poissons rouges en 1912.
Sa collection exhibe aussi cinquante œuvres majeures de Picasso, comprenant des tableaux marquants du début du cubisme tels que les Trois Femmes, des natures mortes et des paysages, ainsi que des pièces-maîtresses des périodes bleue et rose.
À partir de 1908, Chtchoukine ouvre au public ses collections tous les dimanches, permettant ainsi aux Moscovites de découvrir les peintres d'avant-garde français.

### Musée
Après la révolution d'octobre de 1917, la collection Chtchoukine est nationalisée par un décret de Lénine du 8 novembre 1918 après que Chtchoukine a émigré en août 1918 en Allemagne, puis renommée en juin 1919 musée de la peinture occidentale moderne no 1, ou MNZj1.
Le gouvernement installe dans l'ancien hôtel particulier de Chtchoukine l'un des premiers musées de peinture moderne au monde, qui ouvre ses portes au public en mai 1920, sa conservatrice est sa fille, Ekaterina Keller, qui émigre en 1922.

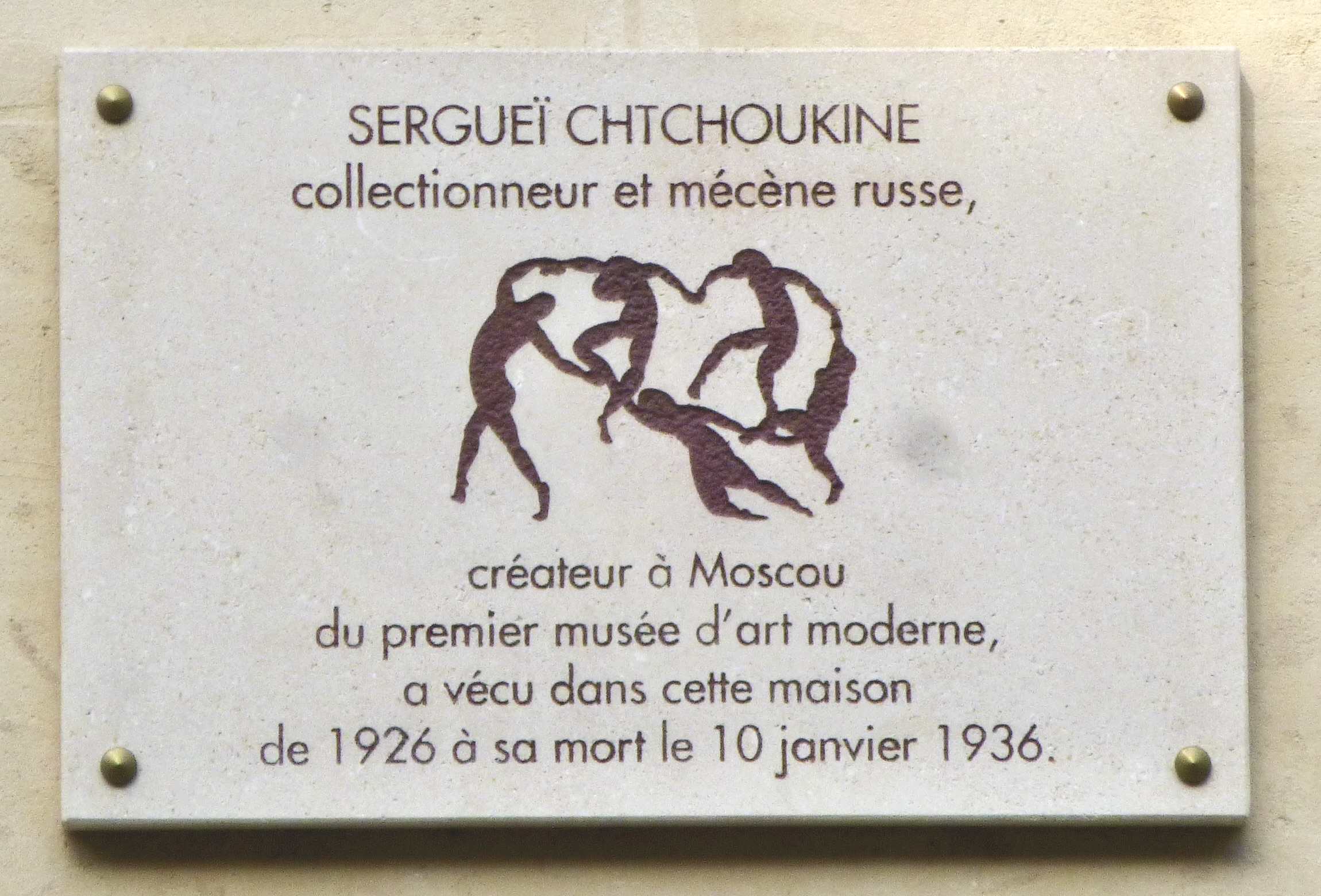
Plaque apposée sur le no 12 de la rue Wilhem.

En 1928, la collection rejoint l'autre branche du musée ou MNZj2, constituée par la collection d'Ivan Morozov qui avait ouvert en 1919 dans l'hôtel particulier de ce dernier, et prend le nom de Musée national d'Art moderne occidental (GMNZI), sous la direction du sculpteur et historien Boris Mikhaïlovitch Tsernovetz, avec environ huit cents œuvres.
Chtchoukine s'est installé avec sa famille en France, à Nice, puis à partir de 1920 à Paris dans le quartier de l'Étoile. En 1926, il s'installe au no 12 de la rue Wilhem, non loin de l'Église Notre-Dame-d'Auteuil, où il meurt en 1936. 
En 1948, sa collection est victime des campagnes staliniennes contre l'art bourgeois dit formaliste : le musée d'art moderne est « liquidé » et ses collections partagées entre le musée Pouchkine à Moscou et celui de l'Ermitage à Leningrad.
Après la mort de Staline (1953) les œuvres réapparaissent progressivement pour devenir aujourd'hui l'un des trésors des musées russes.
Après la perestroïka, les historiens commençant à découvrir les collectionneurs derrière les collections, l'audace et l'intuition de Chtchoukine, l'homme aux trente-huit Matisse et aux cinquante Picasso, sont enfin reconnues.

## Collection

### Les artistes
La collection Chtchoukine réunit les œuvres de 64 peintres  (et 13 artistes africains et asiatiques). Parmi ces œuvres, on compte sept Rousseau, huit Cézanne, neuf Marquet, 13 Monet, 16 Derain, 16 Gauguin, 38 Matisse et 50 Picasso.

### Quelques œuvres
Les œuvres de la collection Chtchoukine représentent des natures mortes, des personnages, des portraits et des paysages. Elles sont de styles variés, en majorité cubiste, décoratif, fauve, impressionniste, naïf ou réaliste.

Œuvres de la collection Chtchoukine
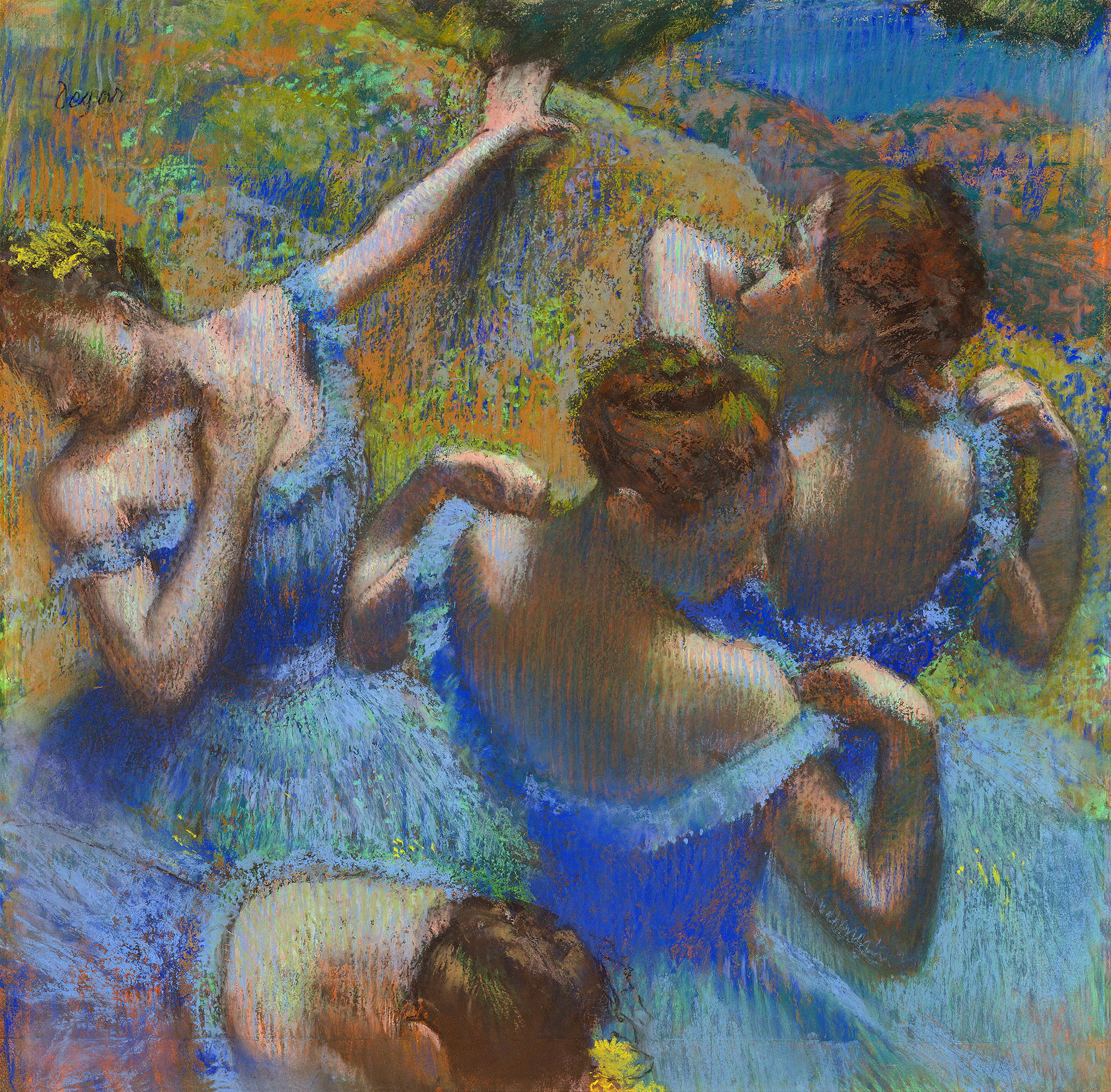
Edgar Degas, Danseuses en bleu, pastel, Moscou, musée Pouchkine.
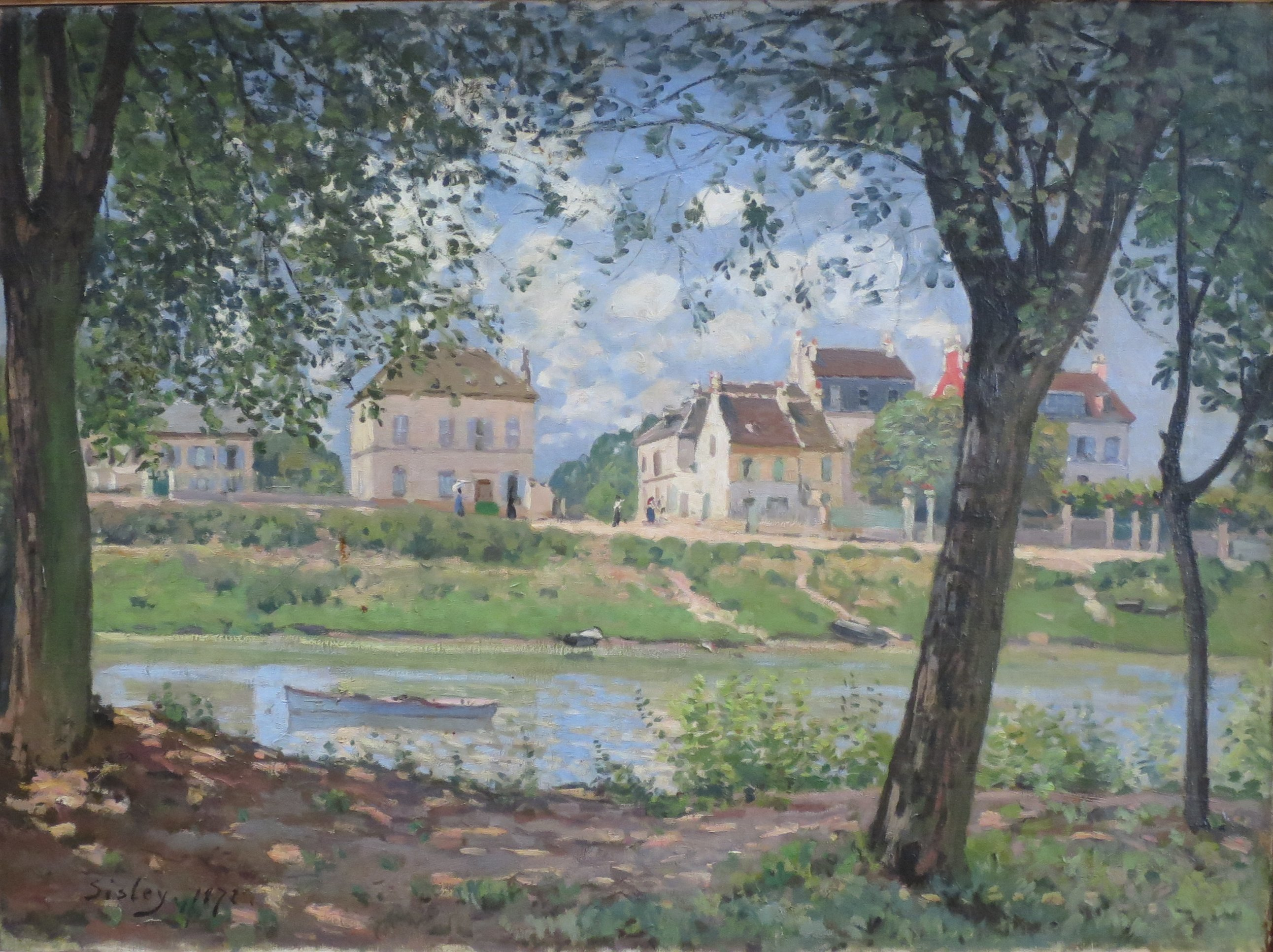
Alfred Sisley, Villeneuve-la-Garenne (1872), Saint-Pétersbourg, musée de l'Ermitage.
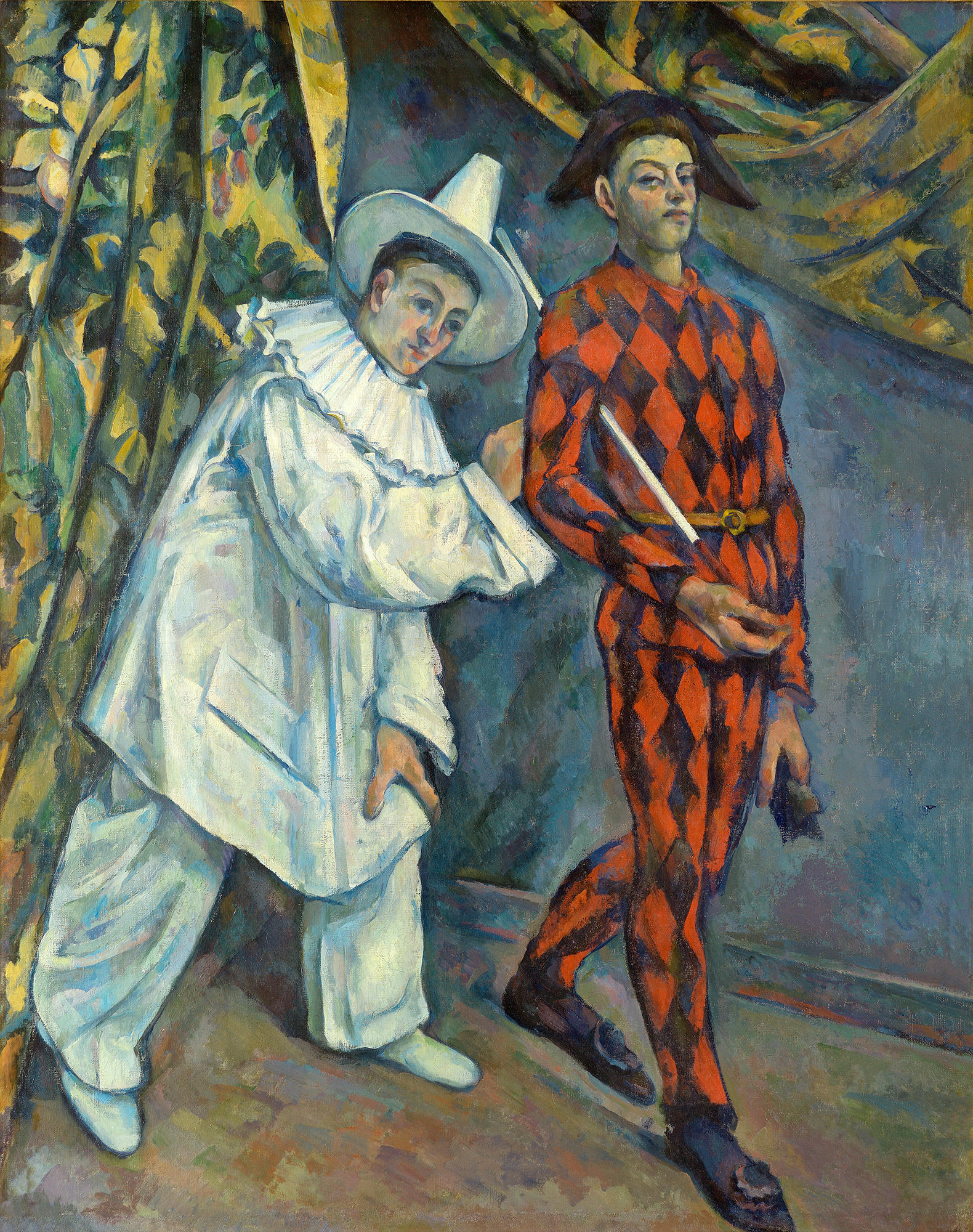
Paul Cézanne, Mardi gras (Pierrot et Arlequin) (1888), Moscou, musée Pouchkine.
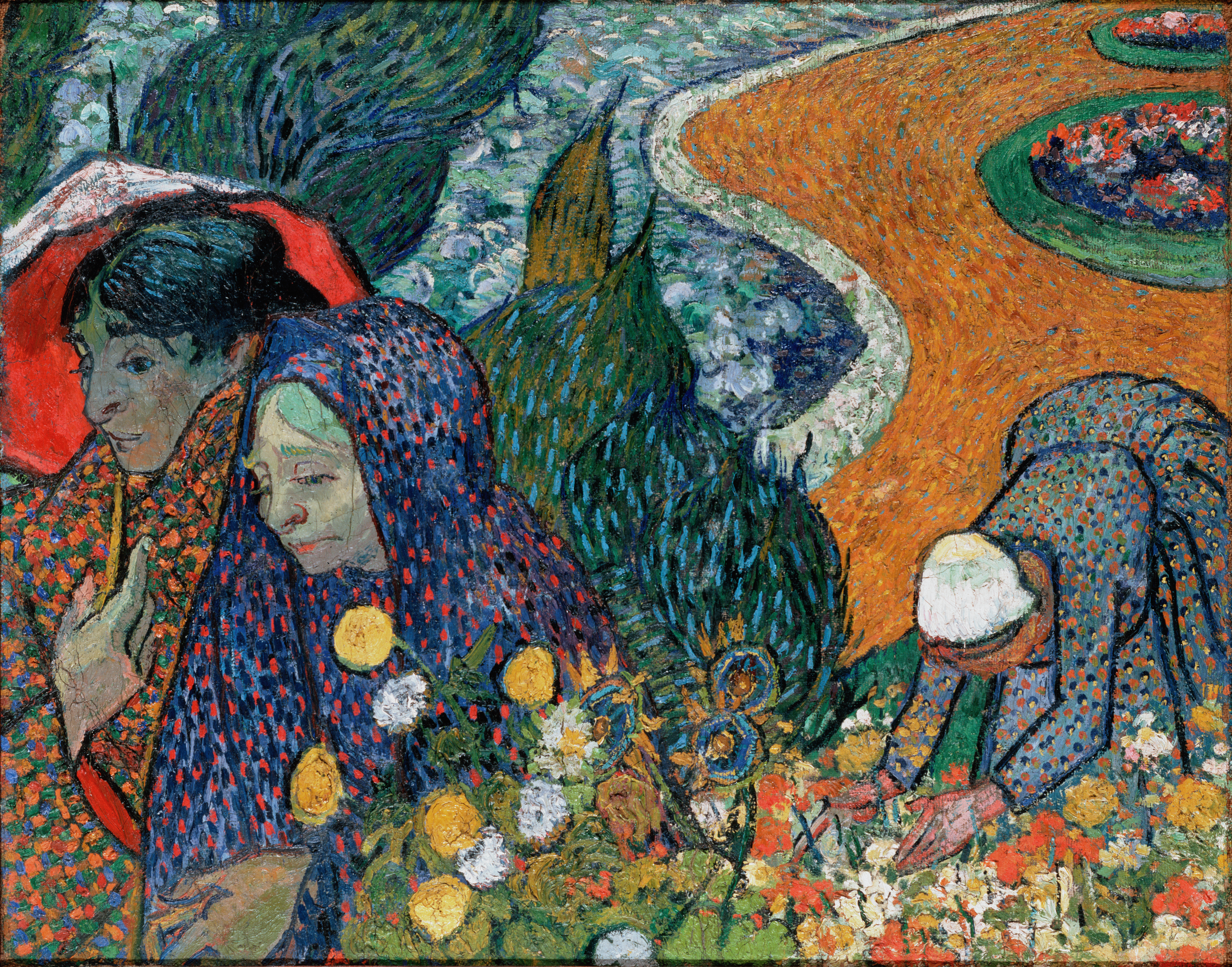
Vincent van Gogh, Souvenir du jardin à Etten (1888), Saint-Pétersbourg, musée de l'Ermitage.
Vincent van Gogh, Lilas (1889), Saint-Pétersbourg, musée de l'Ermitage.
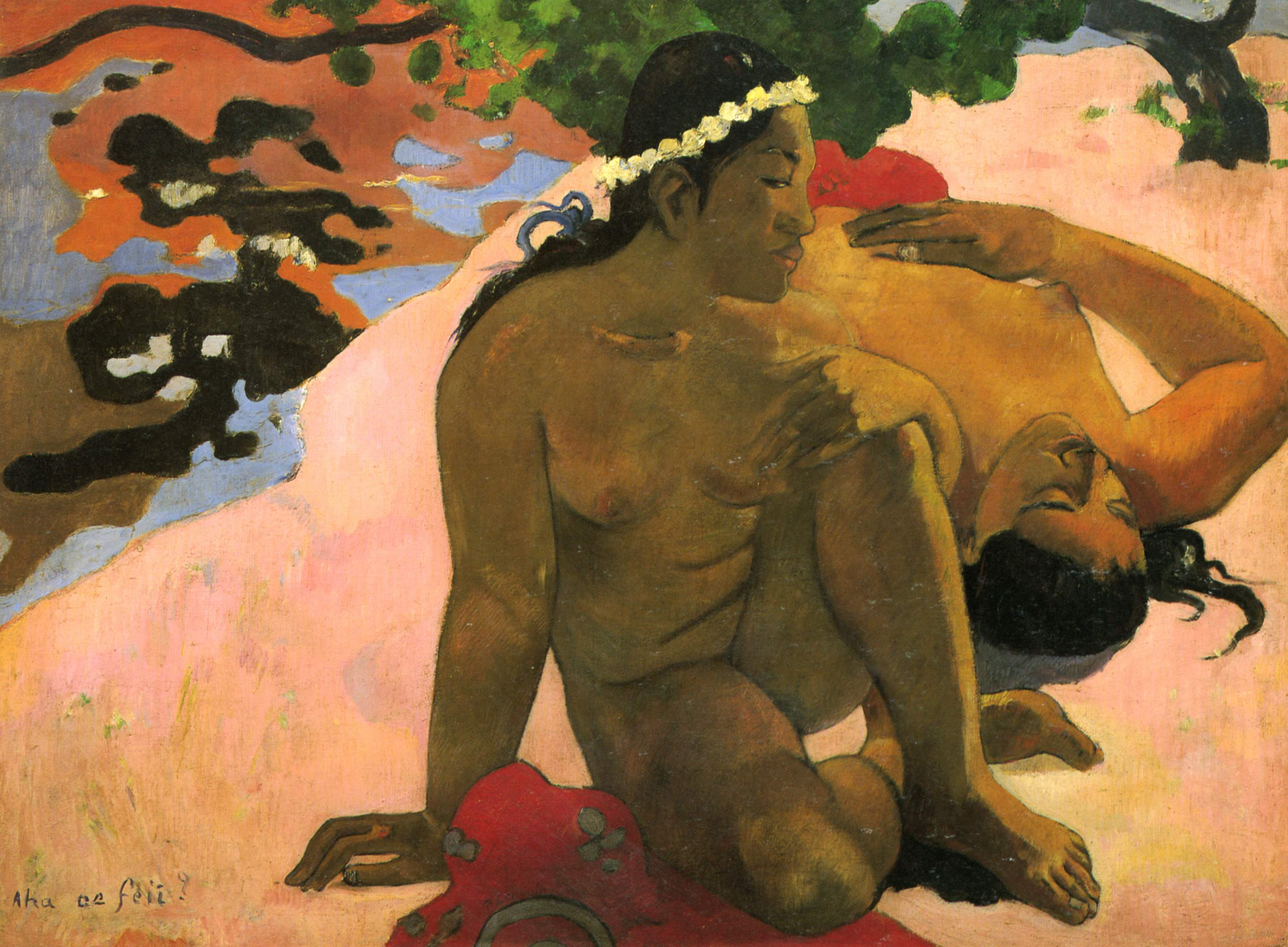
Paul Gauguin, Eh quoi, tu es jalouse? (No te aha ’oe fe’i’i?, 1892), Moscou, musée Pouchkine.
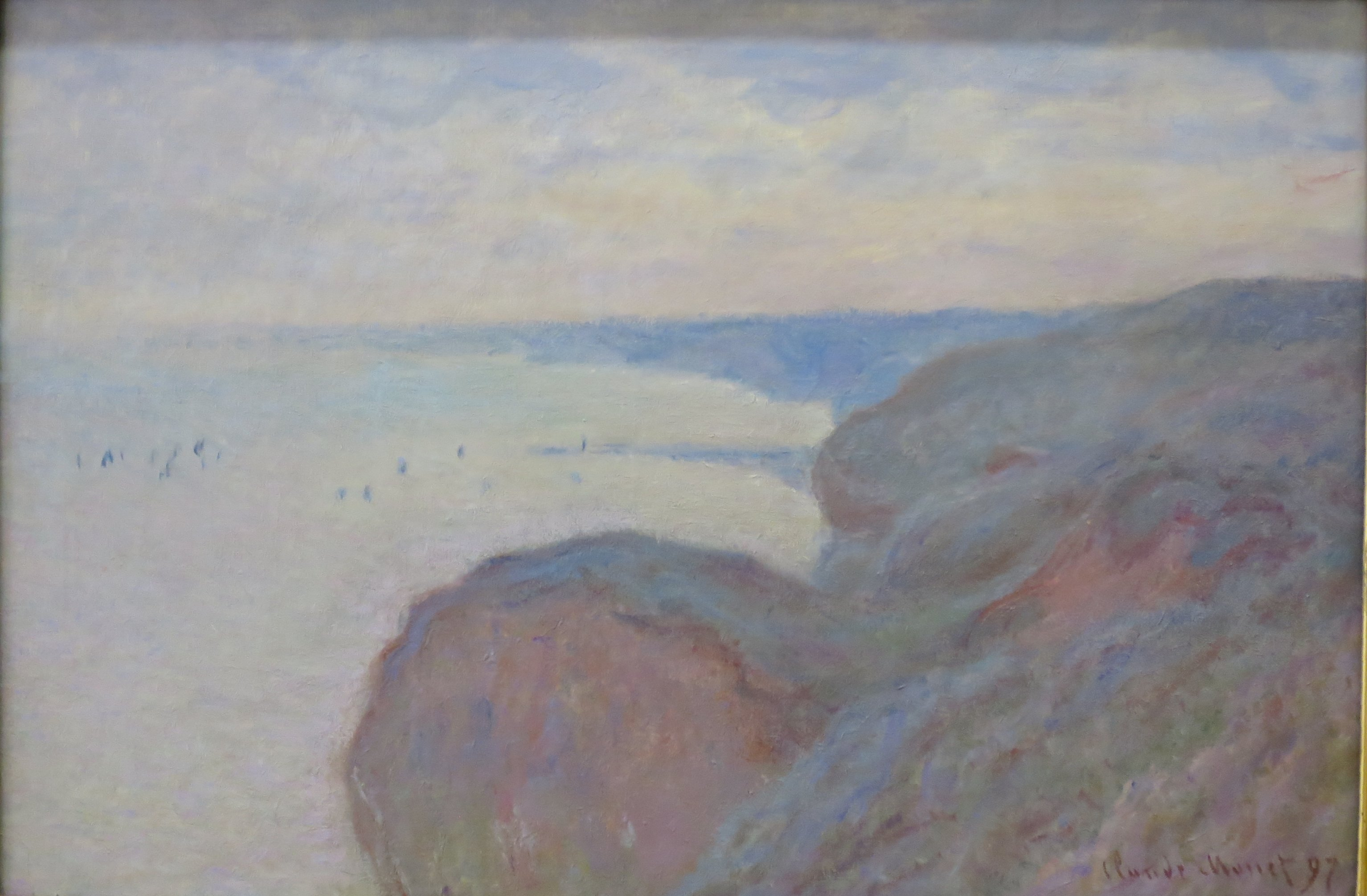
Claude Monet, Falaises près de Dieppe (1897), Saint-Pétersbourg, musée de l'Ermitage.
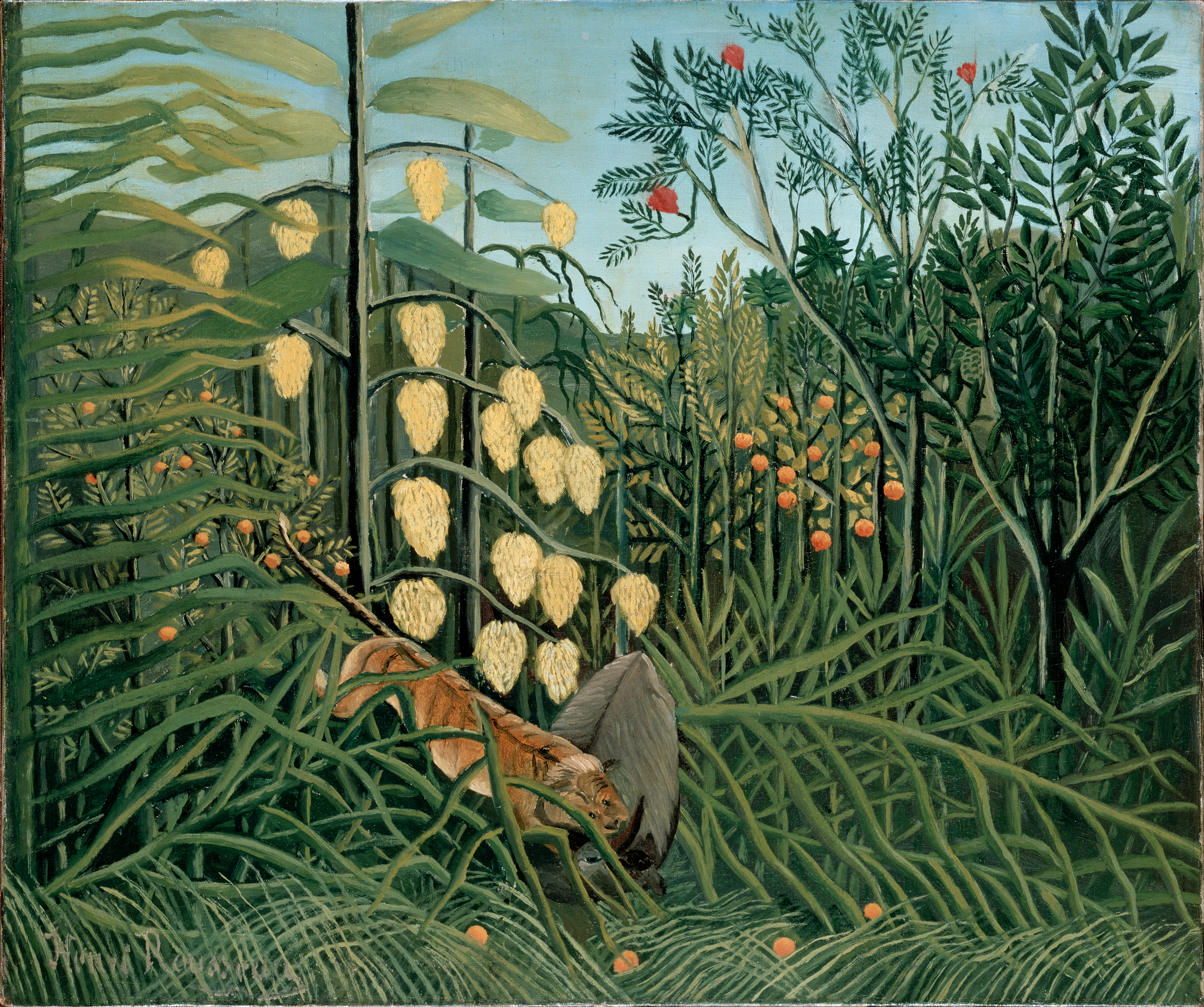
Henri Rousseau, Combat de tigre et de buffle (1908-1909), Saint-Pétersbourg, musée de l'Ermitage.

## Postérité

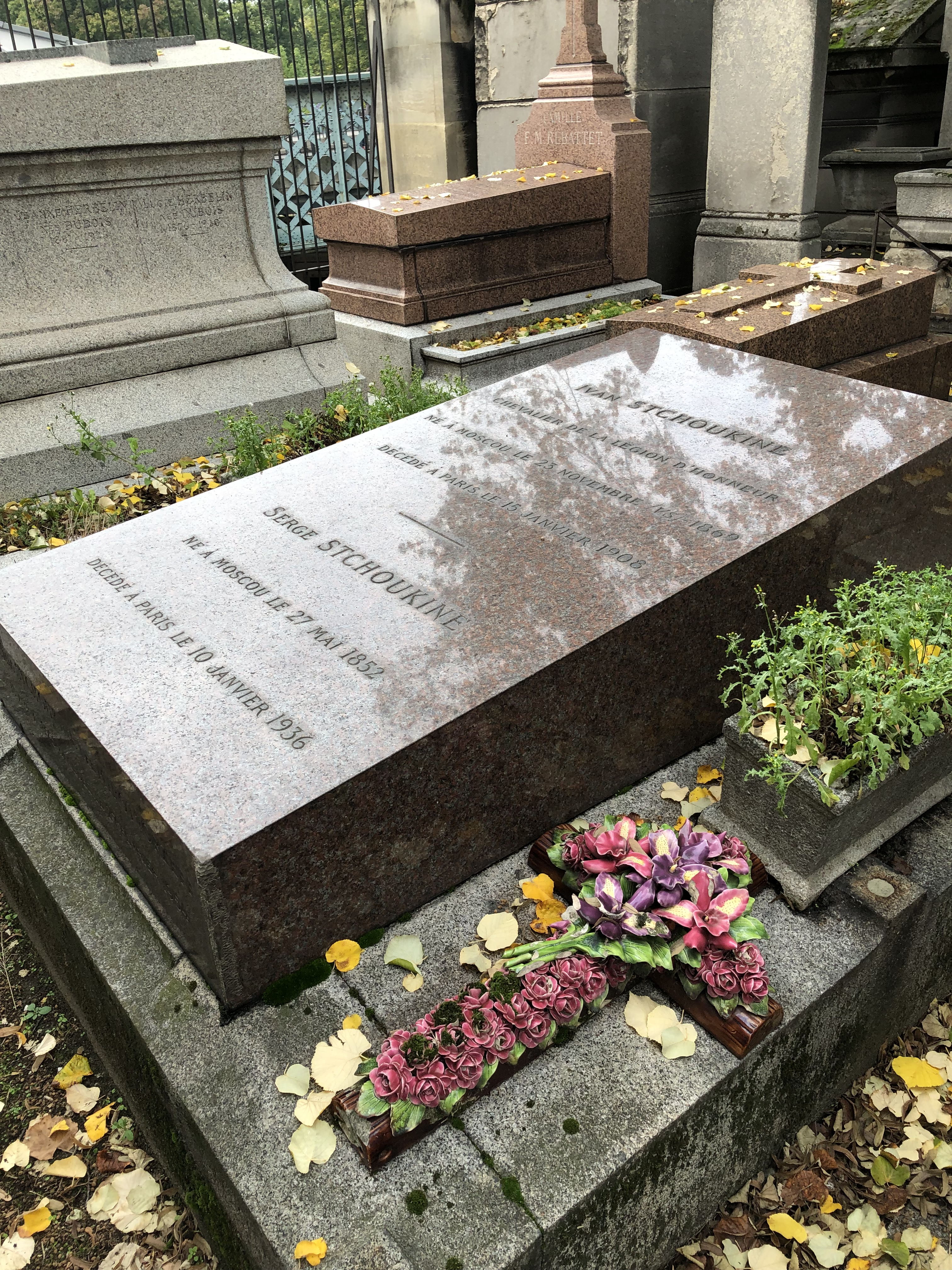
Sépulture de Chtchoukine au cimetière de Montmartre.

Irina Antonova, directrice du musée Pouchkine, fit un jour cette réflexion à propos de Chtchoukine :
« Щукин был совсем другим. Он начал собирать искусство непопулярное, от которого отказывались Лувр и другие музеи. Это был его личный вкус. Я думаю, он слышал подземные толчки, которые вскоре изменили мир. Такой коллекционер мог появиться в стране, где потом произошла революция. Он собирал искусство, предшествующее глобальным катаклизмам. »
—  Irina Antonova

« Il commença une collection d’un art impopulaire rejeté par le Louvre et d’autres musées. C’était son goût personnel. Peut-être ressentait-il les événements qui allaient changer le monde. Un collectionneur pareil ne pouvait apparaître que dans un pays qui attendait une révolution. Il collectionna l’art qui préfigura l’ensemble des cataclysmes »
.

## Expositions
- 1993 : Morosow und Schtschukin: Die russischen Sammler. Monet bis Picasso, Essen, Museum Folkwang ; Saint-Pétersbourg, musée de l'Ermitage et Moscou, musée Pouchkine.
- 2016-2017 : Icônes de l’art moderne. La collection Chtchoukine, Paris, Fondation Louis Vuitton, du 22 octobre 2016 au 5 mars 2017[7].
- 2019 : Щукин. Биография Коллекции / Chthoukine. Biographie d'une collection, Moscou, musée Pouchkine, du 11 juin 2019 au 15 septembre 2019

### Sources
- Natalia Semenova et André Delocque, Chtchoukine. Le patron de l'art moderne.